# 애마부인 9
"애마부인 9"(Madame Emma 9)는 한국에서 제작된 김성수 감독의 1993년 드라마 영화이다. 진주희 등이 주연으로 출연하였고 최춘지 등이 제작에 참여하였다.

## 출연

### 주연
- 진주희
- 박결
- 노현우
- 강선영

### 조연
- 홍충길
- 서지은
- 윤보라

## 기타
- 각색: 김성수
- 원작자: 송재범
- 제작담당: 김준후
- 촬영부: 송영대
- 촬영부: 김경래
- 촬영부: 박미라
- 조명: 최의정
- 조명부: 강광원
- 조명부: 김귀용
- 조명부: 홍병철
- 스크립터: 이진태
- 조감독: 차윤영
- 녹음: 이성근
- 분장: 이영신
- 분장: 정선자
- 네가편집: 최승헌
- 효과: 양대호